# Emil Constantinescu
Emil Constantinescu (Tighina, 19 novembre 1939) è un politico e geologo rumeno, presidente della Romania dal 29 novembre 1996 al 20 dicembre 2000.
Formatosi come geologo, è stato professore di mineralogia presso l'Università di Bucarest dal 1966 al 1996 ed è diventato rettore dello stesso ateneo nel 1992.
All'indomani della rivoluzione romena del 1989 ha partecipato alle proteste anticomuniste del 1990 ed è entrato in politica quale militante in varie organizzazioni non governative che operavano per il consolidamento della democrazia. È stato membro fondatore di Solidarietà Universitaria (1990), vicepresidente di Alleanza Civica (1991-1996) e presidente del Forum Democratico Antitotalitario di Romania (1991).
Nel 1992 ha preso parte alle elezioni presidenziali con il sostegno della coalizione di centro-destra della Convenzione Democratica Romena (CDR), ma è stato sconfitto al ballottaggio da Ion Iliescu. Candidatosi nuovamente alla funzione, nel 1996 è riuscito a vincere il confronto, diventando il secondo presidente della Romania democratica.
Il suo mandato è stato caratterizzato dagli sforzi diplomatici per avvicinare la Romania a NATO e Unione europea e dai tentativi di combattere corruzione e recessione economica, secondo i dettami delle istituzioni finanziarie internazionali. Constantinescu ha nominato tre primi ministri (Victor Ciorbea, Radu Vasile e Mugur Isărescu), ma nonostante discreti progressi nella privatizzazione delle società pubbliche e nella creazione delle condizioni per lo sviluppo di un'economia capitalista, il governo si è dimostrato disunito e incapace di far fronte all'impoverimento della popolazione. A causa dei fallimenti il 17 luglio 2000 ha annunciato che non si sarebbe candidato per la riconferma.
Nel 2002 ha fondato un nuovo partito, Azione Popolare, che ha avuto scarso seguito e nel 2008 è confluito nel Partito Nazionale Liberale.
Dopo la presidenza della Romania è rimasto attivo nel mondo delle organizzazioni non governative a livello locale e internazionale.

## Formazione e carriera professionale

### Famiglia e studi
Nacque nel 1939 a Tighina, allora parte del Regno di Romania e oggi della Moldavia, da Ion Constantinescu, ingegnere agronomo originario dell'Oltenia trasferitorsi in Bessarabia per lavoro, e Maria Georgeta, discendente da una famiglia di pastori della Transilvania. Dopo l'annessione della regione da parte dell'Unione Sovietica, nel 1943 la famiglia si trasferì nel villaggio di Brădetu, nel distretto di Argeș. Emil fu il maggiore dei tre figli della coppia.
Dopo aver completato gli studi liceali nel 1956 a Pitești, si iscrisse alla facoltà di diritto dell'Università di Bucarest, conseguendo la laurea nel 1960. Iniziò, quindi, il tirocinio di pratica forense presso il tribunale di Pitești, ma vi rinunciò dopo un anno per tornare a studiare. Tra il 1961 e il 1966 frequentò la facoltà di geologia e geografia dell'Università di Bucarest.
Nel 1979 conseguì un dottorato in geologia presso l'Università di Bucarest e nel 1992 uno in scienze presso l'Università Duke.

### Attività accademica
Dopo la laurea in geologia si dedicò alla didattica e alla ricerca, percorrendo tutte le tappe dell'insegnamento universitario. Tra il 1966 e il 1996 fu docente di mineralogia presso l'Università di Bucarest. Nel 1980 fu insignito del premio "Grigore Cobălcescu" dell'Accademia romena per i contributi scientifici nel campo della geologia.
Tra il 1990 e il 1992 rivestì il ruolo di vice rettore dell'Università di Bucarest e tra il 1991 e il 1992 di visiting professor presso l'Università Duke. Nel 1992 fu eletto rettore dell'Università di Bucarest e presidente del Consiglio nazionale dei rettori della Romania, incarichi che mantenne fino al 1996, quando fu nominato presidente onorario del senato dell'Università di Bucarest.
A livello accademico fu membro del comitato dirigente dell'Associazione delle università europee (dal 1992 al 1993 e dal 1994 al 1998) e dell'Associazione internazionale dei presidenti di università (dal 1994 al 1996).
Fu autore di decine di studi e membro di diversi circoli scientifici nel ramo della geologia in Romania e all'estero. Gli fu riconosciuta, inoltre, la laurea honoris causa da numerosi atenei, quali l'Università di Liegi, l'Università Bilkent di Ankara, l'École normale supérieure, l'Università tecnica nazionale di Atene, l'Università di Pechino, l'Università di Delhi e l'Università di Montréal.

## Carriera politica

### Militanza nelle associazioni civiche
Negli anni del regime di Nicolae Ceaușescu fu iscritto al Partito Comunista Rumeno (PCR) per via del suo ruolo accademico, ma non si impegnò mai attivamente nella vita politica del paese e delle strutture di partito. Dopo la rivoluzione del 1989 che mise fine alla dittatura, entrò a far parte di diverse associazioni civiche non governative che militavano per il consolidamento della democrazia e dello stato di diritto, contestando le nuove strutture di potere guidate dal Fronte di Salvezza Nazionale (FSN) di Ion Iliescu, ritenute dall'opposizione una continuazione di quelle di epoca comunista.
Tra l'aprile e il maggio 1990 partecipò alle proteste antigovernative organizzate da studenti e professori in Piazza Università a Bucarest. Nonostante l'intensità delle manifestazioni, che si protrassero per quarantadue giorni, le prime elezioni democratiche del maggio 1990 furono caratterizzate da un plebiscito in favore di Iliescu e della sua corrente. Secondo Constantinescu il risultato del voto rispecchiava fedelmente l'opinione della maggioranza della popolazione che, però, era «influenzata dalle manipolazioni della televisione e dal diretto impegno nella campagna elettorale del FSN di ex attivisti comunisti» e che pertanto era «espressione di una psicologia individuale e collettiva formata nel corso dei decenni sotto il regime comunista».
Dopo la repressione delle manifestazioni di Piazza Università da parte delle forze di polizia, nel giugno 1990 Constantinescu fu tra i fondatori di Solidarietà Universitaria (in rumeno Solidaritatea Universitară), un'associazione che si proponeva di rappresentare il movimento anticomunista sorto in seno all'Universita di Bucarest. Nel novembre dello stesso anno si unì ad altre organizzazioni non governative e a numerosi intellettuali dando vita all'associazione Alleanza Civica (AC). Constantinescu ne fu vicepresidente dal 1991 al 1996. In questo periodo fu anche presidente dell'Accademia civica dal 1991 al 1994 e presidente della Fondazione rumena per la democrazia dal 1992 al 1996.
Nel 1991 presiedette il neonato Forum Democratico Antitotalitario di Romania, confederazione che riuniva numerose organizzazioni non governative attive in tutto il paese, tra le quali anche Alleanza Civica. Nel mese di novembre le associazioni che partecipavano al Forum strinsero un accordo con un gruppo di partiti d'opposizione, capeggiato dal Partito Nazionale Contadino Cristiano Democratico (PNȚCD) di Corneliu Coposu, fondando la Convenzione Democratica Romena (CDR), una composita coalizione che mirava a sovvertire l'egemonia politica e istituzionale del FSN.

### Elezioni presidenziali del 1992

Grafico delle preferenze divise per distretto per Emil Constantinescu (blu) e Ion Iliescu (rosso) in occasione del ballottaggio delle Elezioni presidenziali in Romania del 1992

Nel 1992 la coalizione presentò proprie candidature sia alle elezioni amministrative che a quelle parlamentari.
La definizione di un candidato della CDR per le elezioni per il presidente della Romania fu tema di dibattiti e contrasti interni che ebbero luogo tra la primavera e l'estate del 1992. Il nome di Constantinescu fu proposto dalla base di Alleanza Civica, specialmente da Ana Blandiana, e sostenuto da Corneliu Coposu, mentre altri gruppi preferirono supportare Nicolae Manolescu. Dopo quattro turni di scrutinio, con 47 preferenze su 67 elettori, il 27 giugno 1992 il collegio direttivo della CDR nominò Constantinescu quale candidato presidenziale della coalizione. I restanti voti andarono agli altri concorrenti alla funzione.
Coposu riteneva Constantinescu la figura ideale da contrapporre a Iliescu poiché era un personaggio indipendente non iscritto ad alcun partito e perché aveva fatto parte del PCR pur senza esserne un militante, elemento dalla valenza simbolica visti i principi anticomunisti professati dalla CDR. Rispetto all'avversario, tuttavia, Constantinescu partiva da una posizione di svantaggio dovuta alla sua scarsa popolarità al di fuori dei circoli accademici dell'Università di Bucarest.
Nel proprio programma politico la coalizione invocava una riforma delle istituzioni fondata sullo stato di diritto, l'eliminazione della corruzione, la garanzia della proprietà privata, un'economia basata sul libero mercato e su privatizzazioni su larga scala, un contratto sociale tra imprenditori e lavoratori, maggiori investimenti esteri e più attenzione alle istituzioni tradizionali come la chiesa, l'esercito e la scuola. Nei suoi discorsi Constantinescu utilizzò una retorica anticomunista, provando ad additare Iliescu per le colpe dei conflitti sociali dei primi anni novanta.
Il 27 settembre 1992 Constantinescu ottenne 3.717.006 voti, pari il 31%, contro il 47% di Iliescu. Il ballottaggio dell'11 ottobre confermò la supremazia del presidente uscente, che conseguì il 61% delle preferenze e fu riconfermato per un nuovo mandato. Constantinescu perse le elezioni, mentre la CDR andò all'opposizione del governo Văcăroiu.

### Presidente della Convenzione Democratica Romena
Dopo la tornata elettorale l'allora settantottenne Corneliu Coposu decise di abbandonare la guida della CDR, raccomandando come proprio successore Emil Constantinescu. La sua nomina a presidente della coalizione fu ratificata dal voto interno della direzione della CDR del 27 novembre 1992.
Situata all'opposizione, tra il 1992 e il 1996 la CDR andò incontro a diverse defezioni e a riformulazioni dei partiti e delle associazioni che ne facevano parte. In seguito all'uscita di alcuni partiti minori che ne contestavano l'autorità (PAC, PL93, UDMR, PSDR), il 22 marzo 1995 Constantinescu fu confermato quasi all'unanimità presidente della CDR. La rielezione da parte della direzione equivaleva all'approvazione della sua candidatura alle presidenziali del 1996. In base allo statuto della CDR, infatti, il candidato alla presidenza della Romania avrebbe dovuto essere il presidente della coalizione. Fino a quel momento indipendente, nel dicembre 1995 Constantinescu prese la decisione di iscriversi al PNȚCD.
A livello politico nel corso del 1996 la CDR mostrò una crescita rispetto al partito di governo, tanto da risultare la formazione più votata nei maggiori centri urbani in occasione delle elezioni locali del mese di giugno.

### Presidente della Romania

#### Elezione

Grafico delle preferenze divise per distretto per Emil Constantinescu (blu) e Ion Iliescu (rosso) in occasione del ballottaggio delle Elezioni presidenziali in Romania del 1996

In vista della campagna elettorale dell'anno successivo, il 23 novembre 1995 la CDR presentò il documento programmatico Contratto con la Romania, stilato sull'esempio del Contratto con l'America, che in venti punti proponeva una serie di misure da realizzare entro 200 giorni dall'insediamento di un proprio governo. Gli assunti proposti dalla coalizione avrebbero migliorato la vita della popolazione, soprattutto delle fasce deboli, dei contadini, dei giovani e dei pensionati. Il 27 giugno 1996 Constantinescu presentò il proprio programma per le elezioni presidenziali, chiamato «Adesso per la Romania» («Acum pentru România»).
Il concetto chiave richiamato costantemente da Constantinescu nel corso della campagna fu quello del cambiamento rispetto alla stagnazione economica e sociale della Romania sotto Iliescu e dopo decenni di dittatura. Constantinescu prometteva la difesa del diritto alla proprietà privata, ampie liberalizzazioni, l'applicazione di una legislazione anticomunista e una politica basata sulla rettitudine morale e l'onestà. Tra le sue altre proposte spiccò quella del reclutamento di 15.000 specialisti cui affidare posizioni strategiche nel quadro dell'amministrazione dello Stato.
Il 3 novembre 1996 si oppose nuovamente a Ion Iliescu, che vinse il primo turno con uno scarto di quattro punti percentuali (32% contro 28%). Prima del ballottaggio, però, Constantinescu siglò un accordo con il leader del Partito Democratico (PD) Petre Roman, che garantì il proprio sostegno al rappresentante della CDR per la successiva formazione di un governo di coalizione. Al ballottaggio del 17 novembre Constantinescu conseguì il 54%, battendo l'avversario. Entrò in carica quale nuovo presidente della Romania il 29 novembre 1996. Fu la prima volta in sessant'anni che l'avvicendamento tra un capo di Stato rumeno e il suo successore si realizzava per mezzo del voto. Tutti i precedenti erano deceduti in carica o avevano abdicato.
Il 5 dicembre, visto il divieto sancito dalla costituzione di rivestire il doppio incarico istituzionale e politico, Constantinescu lasciò la presidenza della CDR a Ion Diaconescu.
L'accordo di governo con il PD, cui si aggiunse anche l'Unione Democratica Magiara di Romania (UDMR) al fine di garantire una più solida maggioranza, si concretizzò il 6 dicembre 1996.

#### Stile presidenziale
Constantinescu interpretò il proprio ruolo come quello di un prudente moderatore politico. L'obiettivo del mandato era quello di portare la Romania al livello delle democrazie occidentali dal punto di vista economico e sociale e al distacco dal recente passato comunista. Scelse quali membri del proprio staff personalità a lui vicine in base alle qualità professionali, escludendo figure che detenevano posizioni di potere all'interno dei partiti della CDR.
Tentò, quindi, una strategia conciliante con i corpi sociali che non lo sostenevano, in modo da provare ad ergersi a presidente di tutti i rumeni e non solo di quelli che lo avevano votato. A tal proposito nel corso di un incontro che ebbe luogo nel marzo 1997 affermò che l'applicazione dell'articolo 8 della proclamazione di Timișoara (che prevedeva l'interdizione dai pubblici uffici per gli ex militanti del PCR e della Securitate ed era uno dei principali canoni rivendicati dalle associazioni civiche) non rappresentava più una priorità dell'agenda pubblica del paese. La dichiarazione fu malvista dalle frange più intransigenti di Alleanza Civica. Il 3 gennaio 1998 intervenne sull'argomento della restaurazione della monarchia, principio sostenuto da una parte del PNȚCD. Constantinescu affermò che non avrebbe consentito alcuna modifica al sistema istituzionale repubblicano, deludendo le aspettative dei monarchici del partito. Nonostante la presa di posizione, nei primi mesi di governo fu restituita la cittadinanza rumena al re Michele I, esiliato nel 1947.
A causa dello stile volto al compromesso con gli avversari politici e alla tolleranza nei confronti di strutture create durante la presidenza Iliescu, Constantinescu finì per essere bersaglio delle critiche delle associazioni civiche della CDR. Il presidente non realizzò la rivoluzione dei vertici dei servizi di intelligence (in cui molti ufficiali avevano fatto parte della Securitate ed erano politicamente legati al partito di Iliescu) o la riforma del Consiglio Supremo di Difesa del Paese (CSAT), entrambe misure auspicate dallo zoccolo duro di Alleanza Civica e del PNȚCD, per via del timore di creare ulteriori divisioni e tensioni in seno alla società rumena.
I suoi alleati lo criticarono per l'abbandono della linea ideologica tracciata da Alleanza Civica e per la concessione di compromessi politici imposti dai partiti di governo. Finendo per ignorare le richieste provenienti dalle varie componenti della CDR, Constantinescu risultò più attento al mantenimento dei rapporti tra i partner politici per evitare la rottura della coalizione di governo. Il progetto dei 15.000 specialisti, in tal senso, rimase irrealizzabile a causa dell'applicazione di un algoritmo che distribuiva in modo proporzionale le posizioni di nomina politica nella pubblica amministrazione ai partiti della coalizione di governo (CDR, PD e UDMR), scavalcando il criterio della competenza annunciato in campagna elettorale.
La trasformazione della società voluta dal presidente non si realizzò anche per via delle difficolta economiche e politiche che caratterizzarono i quattro anni di governo della CDR.

#### Politica interna

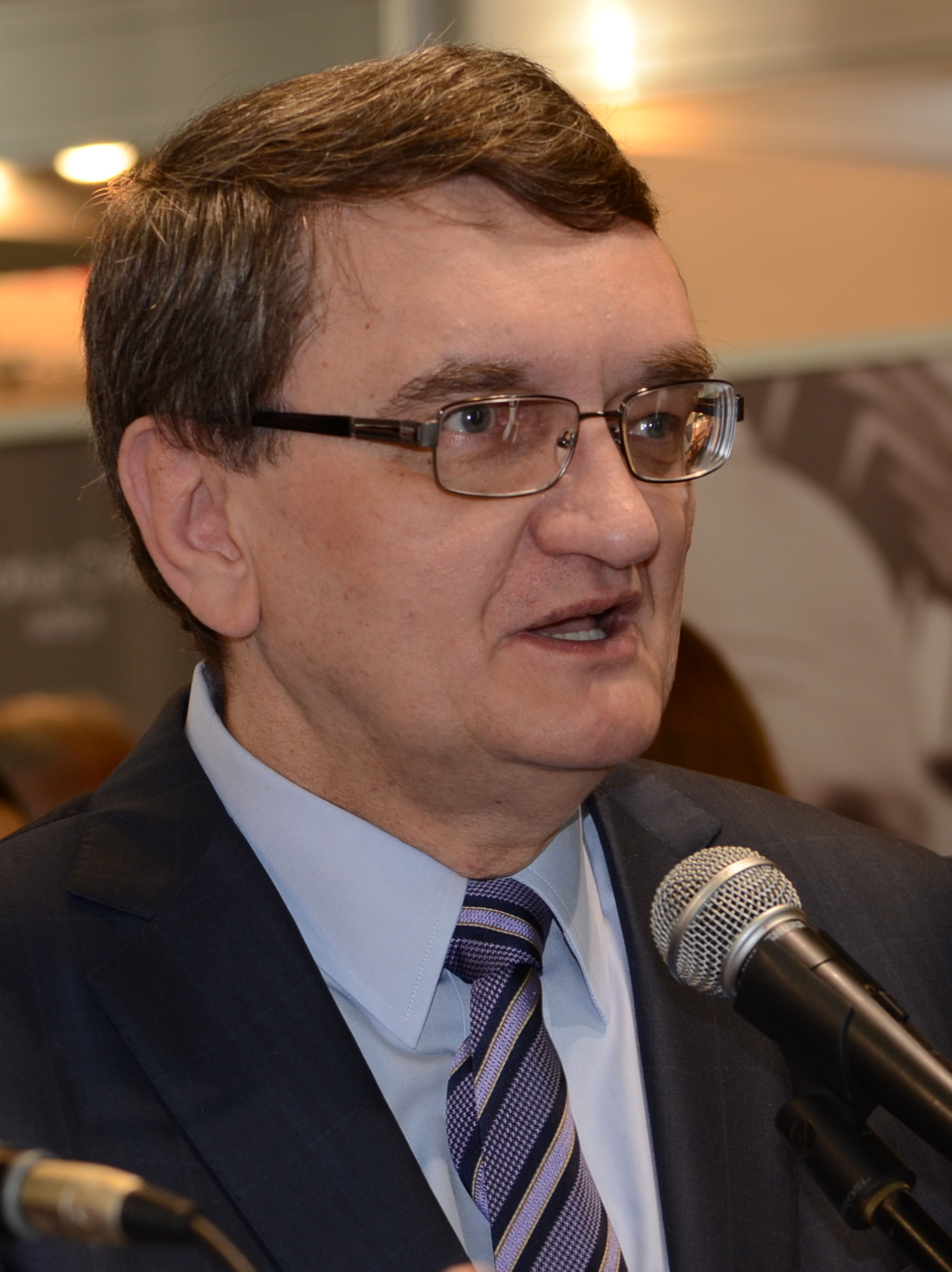
Victor Ciorbea

Il primo atto quale presidente fu quello di indicare come primo ministro un proprio collaboratore, il sindaco di Bucarest Victor Ciorbea, nonostante all'interno del PNȚCD il segretario generale Radu Vasile godesse di un maggior supporto.
Il nuovo primo ministro si ritrovò subito a dover far fronte ai problemi ereditati dal governo Văcăroiu inerenti alla situazione delle casse statali. In modo da evitare l'insolvenza e trovare mezzi di finanziamento il paese accettò le condizioni imposte dagli accordi con il Fondo monetario internazionale, che costrinsero al drastico taglio di risorse per i settori in perdita (principalmente estrazione mineraria e sistema bancario). La crescita della disoccupazione, la svalutazione della moneta nazionale, il leu, e le difficoltà a contenere l'inflazione (al 155% nel 1997), aumentarono la povertà, impedendo lo sviluppo del paese secondo i dettami presentati in fase di campagna elettorale.

Radu Vasile

Al fine di evitare ulteriori contrasti e cercare di garantire stabilità alla coalizione, in occasione della crisi di governo del marzo 1998 Constantinescu cedette alle richieste del PD di Petre Roman di nominare un nuovo primo ministro. L'adozione di tale linea portò alla rottura dei rapporti con Alleanza Civica, che si ritirò dalla CDR e attaccò la decisione del presidente. Pur preferendo quale nuovo premier il direttore del Fondo delle proprietà di Stato, Sorin Dimitriu, Constantinescu accettò il nome suggerito da PNȚCD e PD, Radu Vasile, poiché in quel momento la sua autorità risultava indebolita. Vasile entrò in carica come primo ministro il 17 aprile 1998, ma la sua designazione non risolse i conflitti tra gli alleati, né diede una svolta alla situazione economica del paese.
Nel gennaio 1999 la lega sindacale dei minatori della valle del Jiu entrò in sciopero contro il progetto di chiusura di numerosi siti minerari predisposto dal governo. La sollevazione passò alla storia come quinta mineriada. I manifestanti si scontrarono con le forze dell'ordine e minacciarono di invadere Bucarest nel caso in cui le loro rivendicazioni non fossero state accolte. Per la prima volta nella storia della Romania democratica, nella notte tra il 21 e il 22 gennaio il presidente Constantinescu dichiarò lo stato d'emergenza per far fronte alla situazione. Il 22 gennaio il capo di Stato convocò il parlamento in seduta straordinaria e tutte le forze politiche, ad eccezione dei nazionalisti del PRM, espressero la propria posizione di condanna nei confronti delle violenze. Fu adottata, quindi, una mozione parlamentare riguardante i problemi economici, sociali e politici che avevano portato alla rivolta. L'atto del presidente mirava a ribadire la prevalenza dello stato di diritto in Romania contro un'azione che ne minava la credibilità internazionale. Il 22 gennaio il primo ministro Vasile si recò a colloquio con il leader dei minatori Miron Cozma, riuscendo a giungere ad un accordo per la conclusione delle proteste. Il mese successivo i minatori diedero inizio a una nuova mineriada, che fu soffocata sul nascere.

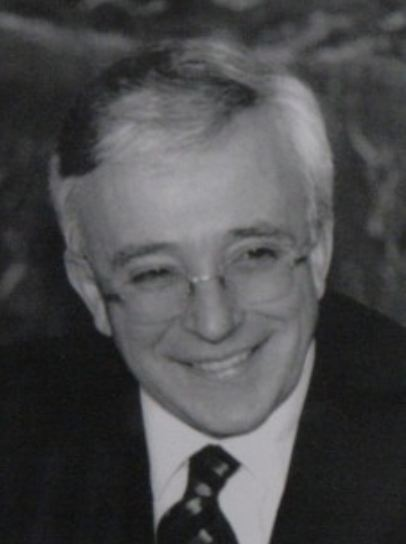
Mugur Isărescu

Gli effetti della crisi economica proseguirono anche sotto il governo Vasile, nonostante confortanti progressi nella privatizzazione delle società di Stato, nei rapporti con gli organismi finanziari internazionali e nella creazione delle condizioni per lo sviluppo dell'economia di mercato. A causa di tensioni politiche e sociali accumulate nel corso del mandato del premier, nel dicembre 1999 Constantinescu decretò la destituzione di Vasile, con un atto ai limiti delle proprie prerogative costituzionali, in quanto la carta fondamentale del 1991 non prevedeva espressamente l'impossibilità del presidente della Romania di revocare il primo ministro. Tale principio fu inserito solamente dopo la revisione costituzionale del 2003. Vasile, inoltre, in un primo momento rifiutò di abbandonare l'incarico e fu obbligato solamente quando lo fecero i suoi ministri in modo da dare corso alle sue dimissioni.
Per la definizione del nuovo primo ministro, quindi, le forze politiche della maggioranza accettarono la proposta di Constantinescu di sostenere l'indipendente Mugur Isărescu, che guidò il governo fino al dicembre 2000. In tale periodo si registrò la prima timida crescita del PIL dopo anni di recessione.

#### Piano di lotta alla corruzione
Constantinescu considerava la corruzione un problema di sicurezza nazionale e fu promotore di uno speciale ente per la sua gestione. Nel gennaio 1997 assunse la guida del neonato Consiglio nazionale di azione contro la corruzione e il crimine organizzato (CNAICCO), organo in subordine al Consiglio Supremo di Difesa del Paese (CSAT) che prevedeva di coordinare gli sforzi di polizia, procure e servizi di intelligence in tema di corruzione. L'iniziativa ebbe un impatto positivo anche sul piano della percezione pubblica. Secondo un sondaggio IRSOP del giugno 1997 le azioni intraprese contro la corruzione soddisfacevano il 69% della popolazione, mentre la percentuale di approvazione per Constantinescu si attestava al 67%.
Il 23 aprile 1998 esplose il caso "Țigareta II", uno scandalo che vedeva coinvolti degli alti ufficiali del corpo di sicurezza del presidente (il Serviciul de Protecție și Pază, SPP), colti in flagranza di reato mentre contrabbandavano sigarette presso l'aeroporto di Bucarest. L'evento rappresentò un colpo per la campagna contro la corruzione di Constantinescu e mise in luce l'esistenza di una criminalità di alto livello che aveva legami con le istituzioni dello Stato, malgrado gli sforzi e i proclami del presidente. In seguito al caso "Țigareta II" Constantinescu perse venti punti nei sondaggi d'opinione sulle preferenze dell'elettorato.
Il 22 maggio 1998, pertanto, convocò il CSAT per deliberare su alcune misure correttive sul sistema dei servizi segreti, al fine di limitare il ripetersi di simili episodi. Il corpo di sicurezza del SPP fu sottoposto a una sostanziale riduzione degli effettivi e alla riorganizzazione di numerose unità. Il servizio di intelligence del ministero degli interni (l'UM0215, creato nel 1990 e che tra i propri quadri dirigenti presentava molti ufficiali che avevano fatto parte della Securitate) fu dismesso, mentre fu creato uno speciale corpo per le indagini sui casi di corruzione riguardanti le forze che dipendevano dal ministero. Fu analizzata la percentuale di ex dipendenti della Securitate in seno a SRI (22%) e SIE (41%), ma non furono realizzate variazioni. Nel corso della stessa seduta furono rivolte critiche alla Direzione di protezione e sicurezza del ministero della difesa, in merito ai sistemi di selezione del personale, di utilizzo delle informazioni e di collaborazione con gli altri servizi segreti del paese.
Nel settembre 1998, in occasione della conferenza stampa per la presentazione del rapporto sul CNAICCO a diciotto mesi dalla sua creazione, il presidente sottolineò che erano stati realizzati progressi significativi. Con il passare del tempo, tuttavia, i risultati del CNAICCO si rivelarono modesti e il problema della corruzione non fu risolto. Alla base del fallimento degli obiettivi dell'ente vi furono la mancanza di sostegno politico da parte degli alleati e l'assenza di una riforma dei meccanismi di funzionamento dello Stato a livello di costituzione, giustizia ed economia, che rimasero invariati rispetto alla presidenza Iliescu, rendendo il CNAICCO un organo debole rispetto ai propri propositi.
Nello stesso anno Constantinescu si espresse favorevolmente per l'accordo commerciale, poi mai realizzatosi, per la fornitura all'esercito di novantasei elicotteri da parte della Bell Helicopter Textron per il valore di 2 miliardi di dollari. Tale presa di posizione fu fonte di perplessità da parte di alcuni componenti del governo e degli organismi finanziari internazionali per via dei costi e dell'assenza di benefici tangibili per la Romania. I casi "Țigareta II" e "Bell Helicopters" contribuirono al calo di fiducia dell'elettorato nei confronti del presidente che si verificò nel corso del 1998.
Sul piano degli sforzi per fare luce sugli eventi della rivoluzione del 1989 e della mineriada del giugno 1990, su cui Constantinescu aveva promesso azioni concrete, nel 1997 si arrivò all'arresto di Miron Cozma (poi rilasciato) e nel 1999 alla condanna dei generali Mihai Chițac e Victor Stănculescu, ma si trattò di successi limitati in confronto alla portata dei due fatti storici. L'iniziativa del capo di Stato non riuscì a dare impulso all'accelerazione delle indagini della procura (rispettivamente dosarul revoluției e dosarul mineriadei), anche a causa di riserve in ambito militare e dei servizi segreti.

#### Politica estera

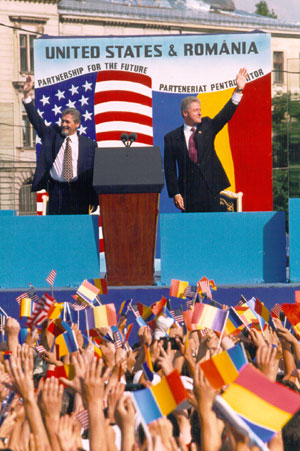
Emil Constantinescu e Bill Clinton a Bucarest durante la visita del presidente degli Stati Uniti in Romania l'11 luglio 1997.

Constantinescu fu un convinto atlantista. All'inizio del mandato contemplò tra i propri obiettivi prioritari l'adesione della Romania alla NATO in occasione del primo possibile allargamento dell'organizzazione. I primi mesi di presidenza furono caratterizzati da intensi sforzi diplomatici per convincere i paesi membri dell'affidabilità della Romania a livello internazionale. Nelle trattative con gli organi decisionali della NATO, Constantinescu sottolineò i progressi nella normalizzazione dei rapporti con gli stati vicini (Ungheria, Ucraina e Moldavia), l'accettazione dei costi connessi all'adesione (valutati sui 4 miliardi di dollari), gli anni di collaborazione al Partenariato per la pace, la posizione geostrategica della Romania e la garanzia della stabilità della democrazia nel paese. In base ai sondaggi del 1997, inoltre, il 95% della popolazione rumena si era dimostrato favorevole all'accesso alla NATO.
La Francia fu tra i suoi primi partner. Il 5 febbraio 1997 il presidente Chirac esternò il proprio sostegno alla Romania e il 22 febbraio fu il primo capo di Stato a visitare il paese dopo l'elezione di Constantinescu. Gli Stati Uniti, tuttavia, posero il proprio veto sull'ammissione alla NATO. Secondo la diplomazia statunitense la Romania non era pronta a causa di un'economia di mercato non ancora funzionale, di una pubblica amministrazione macinata dalla corruzione e dell'eccessiva influenza nelle strutture militari e di intelligence di personalità che avevano servito nella Securitate o sotto il regime di Ceaușescu.

Il 2 giugno 1997 a Neptun Constantinescu firmò insieme a Leonid Kučma il trattato di amicizia tra Romania e Ucraina, reputato dal presidente un atto necessario per la stabilità nella regione in vista di una futura adesione alla NATO. In base agli accordi la Romania rinunciava alle proprie pretese sul Territorio di Herța, area passata all'Unione Sovietica nel 1940 in seguito all'applicazione del Patto Molotov-Ribbentrop e divenuta parte dell'Ucraina nel 1991.

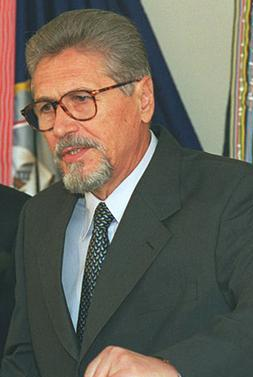
Emil Constantinescu, ospite del Segretario della difesa degli Stati Uniti d'America William Cohen, fa una dichiarazione all'inizio di una conferenza stampa congiunta al Dipartimento della Difesa degli Stati Uniti, al Pentagono, 17 luglio 1998.

Il vertice NATO tenutosi a Madrid tra il 7 e il 9 luglio 1997 deliberò l'ammissione di Ungheria, Repubblica Ceca e Polonia a partire dal 1999, mentre rimandò le candidature di Romania e Slovenia. Il rifiuto fu interpretato dall'opinione pubblica rumena come una sconfitta per il paese, a causa delle risorse investite nel progetto da parte di presidenza e governo, che avevano presentato la questione dell'accesso alla NATO come un obiettivo cruciale dell'agenda politica per il 1997. Per tale motivo vi furono ripercussioni negative anche sulla politica interna della CDR. L'11 luglio 1997 il presidente Bill Clinton partecipò a un evento ufficiale a Bucarest insieme a Constantinescu, affermando che l'ammissione della Romania sarebbe stata solamente rimandata e che, quindi, era necessario realizzare le riforme per completare il percorso democratico e capitalista del paese. Nel 1997 Romania e Stati Uniti siglarono un partenariato strategico per la collaborazione economica, politica e sulla difesa. I due capi di Stato si incontrarono nuovamente a Washington nel luglio 1998, mentre il vertice NATO del marzo 1999 ribadì l'apertura alla Romania per il futuro.
Facendo seguito ad una recente scoperta di giacimenti di idrocarburi nel Mar Caspio, nel giugno 1997 Constantinescu lanciò il progetto «La Romania alla svolta» («România la răscruce»). Il presidente intendeva portare all'attenzione della comunità internazionale i vantaggi della posizione strategica della Romania nel percorso tra Asia centrale ed Europa, in modo da collocare il paese al centro delle rotte commerciali mondiali e dei progetti di costruzione di futuri oleodotti. Secondo Constantinescu il porto di Costanza sarebbe dovuto diventare la chiave degli scambi commerciali tra Europa e Asia. Tra il 1997 e il 1998 furono organizzati diversi incontri con i leader della regione, in cui propose una strategia di sviluppo economico comune, sulle infrastrutture, la politica estera e la sicurezza, ma il progetto «La Romania alla svolta» non ebbe seguito e rimase solamente un'iniziativa del presidente rumeno.
Il 18 giugno 1998 il parlamento approvò la richiesta del presidente riguardante la partecipazione della Romania alle forze di pace ONU dislocate in Bosnia ed Erzegovina.
Nel novembre 1998 un rapporto della Commissione europea non lesinò critiche agli scarsi progressi in politica economica della Romania, che mettevano a rischio la futura adesione del paese all'Unione europea. Nonostante il parere negativo, Constantinescu caldeggiò per il rafforzamento della collaborazione tra governo e istituzioni sovranazionali.

Nel corso del mandato Constantinescu rivide drasticamente la politica estera con la Jugoslavia, paese considerato un alleato fino alla presidenza Iliescu. Il presidente della Romania si conformò alla linea diplomatica dei paesi occidentali in relazione al regime di Slobodan Milošević e favorì le forze politiche dell'opposizione jugoslava. Considerò necessario e legittimo il supporto alla NATO in merito alla politica estera nei Balcani, nonostante ciò portasse al deterioramento delle relazioni con la Russia. L'11 ottobre 1998 presiedette il Consiglio Supremo di Difesa del Paese che deliberò la concessione dello spazio aereo rumeno alle forze NATO per situazioni d'emergenza nel caso di un conflitto in Jugoslavia. Nel 1999, all'esplosione della guerra del Kosovo, ne vietò l'uso alla Russia per voli umanitari verso la Serbia, ma trasmise al parlamento la richiesta di utilizzo illimitato da parte delle forze NATO per i bombardamenti nella regione. Constantinescu difese la sua decisione affermando che era necessario rivolgersi alla democrazia e ai valori occidentali e lasciare da parte i compromessi diplomatici. Tale posizionamento ebbe ulteriori ripercussioni sulla sua popolarità. L'opinione pubblica rumena e l'opposizione si schierarono contro l'intervento in Jugoslavia, oltre che per la tradizione di amicizia, a causa degli ingenti danni economici derivanti dall'interruzione dei rapporti commerciali e dal blocco delle vie fluviali sul Danubio.

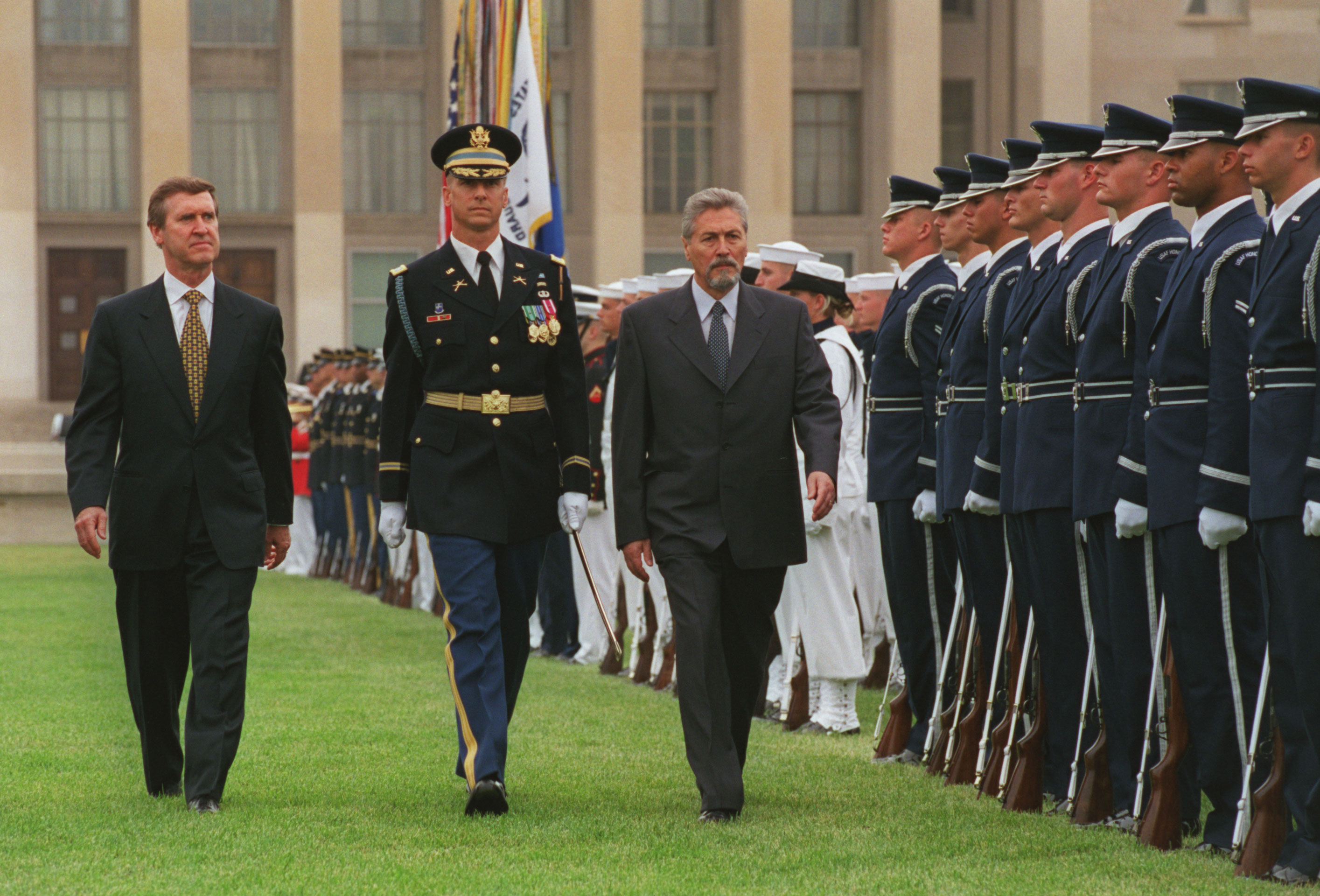
Emil Constantinescu passa in rassegna la guardia d'onore del Pentagono nel corso della sua visita negli Stati Uniti del luglio 1998.

Grazie all'intermediazione del primo ministro Radu Vasile, nel maggio 1999 Giovanni Paolo II accettò l'invito da parte della presidenza e della chiesa ortodossa rumena a realizzare una visita ufficiale in Romania, la prima di un papa cattolico in un paese a maggioranza ortodossa.
Il 4 maggio 1999 Constantinescu accolse a Bucarest il premier britannico Tony Blair, che intervenne al parlamento rumeno ringraziando il paese per l'aiuto nella guerra contro la Jugoslavia e dichiarando che il Regno Unito avrebbe fornito il proprio sostegno per l'ammisione della Romania all'Unione europea. Il 18 novembre 1999 l'OSCE assegnò la presidenza di turno per il 2001 alla Romania. Il 10 dicembre 1999 il Consiglio europeo riunito a Helsinki ufficializzò la propria disponibilità all'avvio delle trattative per l'adesione della Romania all'Unione europea. L'evento spinse il presidente Constantinescu a procedere alla revoca del primo ministro Vasile, in modo da provare a dare nuovo impulso alla politica economica, vista la grave situazione di crisi, e preparare al meglio il successivo periodo di negoziati con i rappresentanti dell'Unione europea. Le trattative iniziarono ufficialmente a Bruxelles il successivo 15 febbraio 2000. Nello stesso mese il capo di Stato partecipò alla riunione dei paesi del Patto di stabilità per l'Europa sud-orientale, nel corso della quale si arrivò alla firma della carta delle relazioni di buon vicinato, stabilità, sicurezza e cooperazione, primo documento multilaterale nella storia della regione finalizzato alla collaborazione tra tutti i contraenti.
Tra il 1997 e il 2000 Constantinescu incontrò in varie occasioni il presidente della Moldavia, Petru Lucinschi, per discutere di sicurezza e di sviluppo economico e culturale. Il 28 aprile 2000 si giunse alla firma del trattato di collaborazione privilegiata e cooperazione tra i due paesi. L'accordo riconosceva implicitamente l'annessione della Moldavia da parte dell'Unione Sovietica del 1940, che in passato era stata contestata dalla Romania.
Al termine del mandato di Constantinescu, visti i passi avanti per l'integrazione europea e atlantica del paese nel periodo 1996-2000, il nuovo governo guidato dal Partito Social Democratico e Iliescu, rieletto presidente, si impegnarono a proseguire il percorso di rafforzamento dei rapporti con i paesi e le istituzioni occidentali.

#### Rinuncia alla candidatura del 2000
(Emil Constantinescu, 17 luglio 2000)
Gli errori politici e l'incapacità di migliorare le condizioni di vita degli abitanti contriburono al continuo calo di Constantinescu nei sondaggi dopo il 1998. All'inizio del 2000 il presidente in carica era dato ad una quota tra il 20% e il 22%. La CDR e le forze di governo si dimostrarono frammentate e incapaci di far fronte a situazioni impreviste, mentre il presidente non riuscì a imporre la propria autorità per facilitare l'applicazione del Contratto con la Romania e tenere unita la coalizione.
Nel corso di una conferenza nel febbraio 2000 affermò «Io non ho collaborato con la Securitate, non sono stato perseguitato, ma ne sono una vittima oggi. Mi hanno battuto e mi hanno sconfitto oggi». La dichiarazione precedeva il suo annuncio alla popolazione del 17 luglio 2000 in cui rese noto che non si sarebbe candidato per un ulteriore mandato alla presidenza. Riconoscendo la tumultuosa e poco fruttuosa esperienza di governo della forza che lo sosteneva, il presidente si dichiarò sconfitto dal sistema e dalle strutture di potere che regolavano la vita politica ed economica del paese, con un riferimento all'influente ruolo ancora giocato nella Romania democratica dagli ex dirigenti della Securitate e del regime comunista e dai loro protetti. Constantinescu affermò di volersi ritirare per evitare ogni contatto con la classe politica dell'epoca, che riteneva degradata e mossa esclusivamente da interessi personali, e per poter canalizzare i propri sforzi nella parte finale di mandato al sostegno al governo Isărescu, in carica dal dicembre 1999.
Nella sua scelta il capo di Stato colse di sorpresa gli stessi dirigenti della CDR, che confidavano di poterlo proporre nuovamente alle elezioni del 2000. Tale decisione unilaterale concorse all'erosione della CDR nel corso dell'anno. La rinuncia di Constantinescu fu seguita dal suo endorsement al primo ministro Isărescu, che decise di candidarsi come presidente della Romania al suo posto.
Nel corso dei quattro anni di mandato Constantinescu condivise con la CDR anche i fallimenti di alcuni provvedimenti legislativi, che arrivarono alla promulgazione tardivamente, oltre che in forme diluite e diverse dalla loro concezione originaria a causa dei compromessi imposti dagli accordi tra le forze di governo. Tra queste la legge sulla restituzione delle proprietà agricole, la legge sugli immobili nazionalizzati tra il 1945 e il 1989 (che dopo un lungo dibattito fu pubblicata nel 2001), la legge sugli archivi della Securitate e la legge sulla restituzione delle proprietà della chiesa greco-cattolica. I progressi maggiori vennero realizzati nel campo della tutela delle minoranze e, soprattutto, in politica estera.

#### Nomine presidenziali
Primi ministri
- Victor Ciorbea, 29 novembre 1996[27]
- Gavril Dejeu (ad interim), 30 marzo 1998
- Radu Vasile, 2 aprile 1998[87]
- Alexandru Athanasiu (ad interim), 13 dicembre 1999
- Mugur Isărescu, 16 dicembre 1999[75]

Giudici della Corte costituzionale
- Lucian Mihai, 26 giugno 1998[88]

### Dopo la presidenza

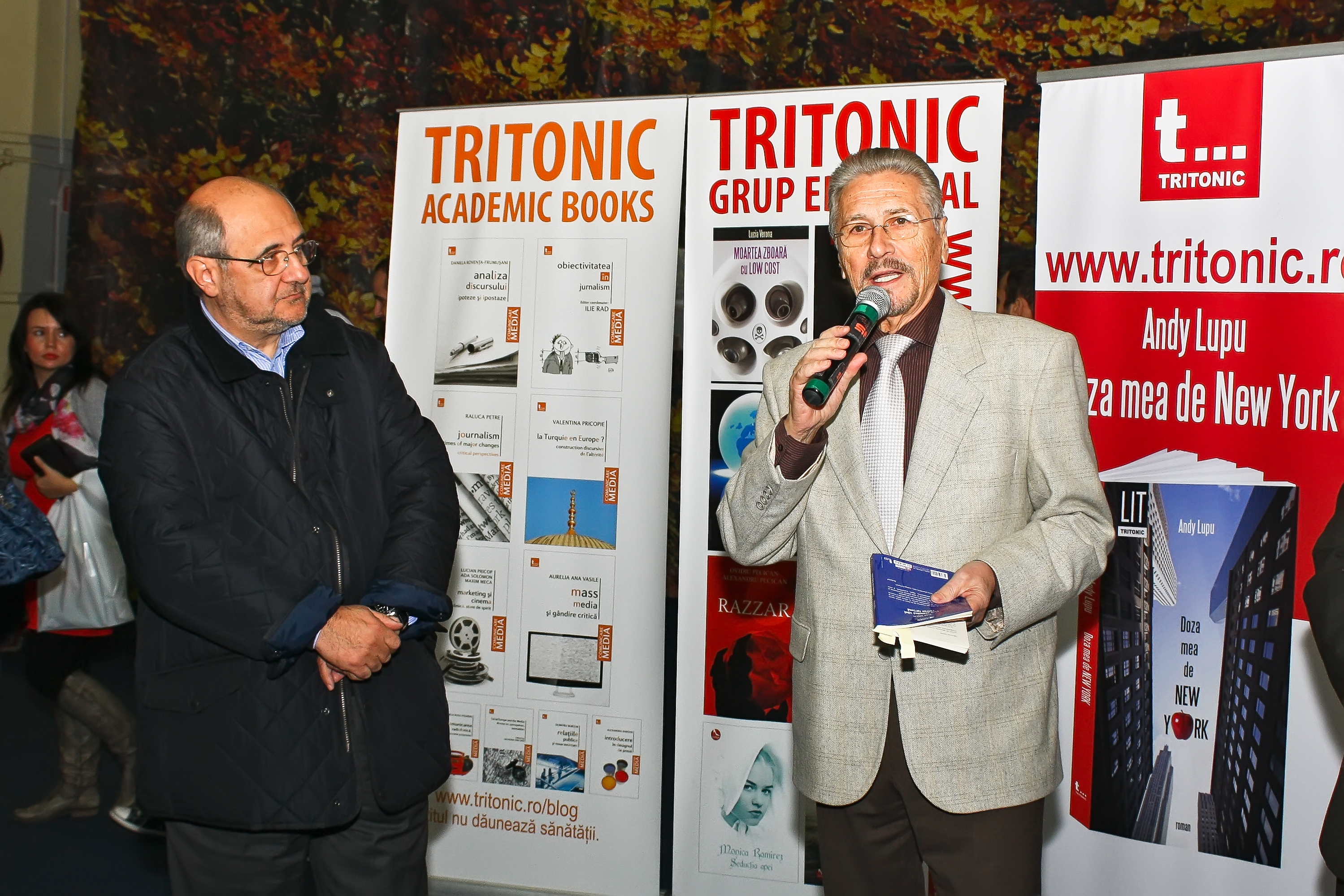
Emil Constantinescu al salone del libro Gaudeamus di Bucarest nel 2013.

Dopo aver lasciato temporaneamente la vita politica, nel 2002 creò un nuovo partito di centro-destra, Azione Popolare, che si proponeva di fondare un'ampia coalizione composta da gruppi liberali e democristiani per realizzare un'opposizione comune al governo socialdemocratico di Adrian Năstase. L'iniziativa ebbe scarso successo. Alle elezioni parlamentari del 2004 il partito conseguì meno dello 0,5% e non ottenne alcun seggio. Stesso destino ebbe la candidatura presidenziale di Marian Petre Miluț. Nell'aprile 2008, alla fine, fu decretata la fusione con il Partito Nazionale Liberale. In seguito a tale esperienza Constantinescu si ritirò dalla politica.
Tra il 2004 e il 2014 criticò più volte il presidente della Romania Traian Băsescu, accusandolo di tendenze autoritarie. Esprimendosi contro le politiche di Băsescu, nel 2009 supportò la campagna presidenziale di Crin Antonescu.
Negli anni successivi rimase attivo nel mondo delle organizzazioni non governative. Tra i numerosi incarichi fu presidente dell'Associazione per l'educazione civica ASPEC, presidente della Fondazione rumena per la democrazia, membro dell'Istituto regionale per la cooperazione e la prevenzione dei conflitti (INCOR) e membro del consiglio d'amministrazione dell'EastWest Institute. Nel 2001 fu a capo della commissione internazionale per il monitoraggio delle elezioni parlamentari in Senegal. Fece parte, inoltre, del consiglio d'amministrazione del World Justice Project e del consiglio di fondazione della World Academy of Art and Science. Fu più volte relatore all'Oslo Freedom Forum e membro del consiglio internazionale della Victims of Communism Memorial Foundation.

## Vita privata
Nel 1963 sposò la moglie Nadia Ileana, collega alla facoltà di diritto dell'Università di Bucarest, con cui ebbe due figli, Dragoș e Norina e due nipoti Lara e Alex .

## Opere

### Mineralogia
- (RO) Emil Constantinescu e Victoria Știopol, Principii de clasificare și sistematizare a mineralelor, Editura Universitatii București, 1979.
- (RO) Emil Constantinescu, Virgil Ianovici e Victoria Știopol, Mineralogie. Tratat, Editura Didactica, 1979.
- (RO) Determinarea mineralelor opace și transparente, Editura Universitatii București, 1979.
- (RO) Mineralogeneza skarnelor de la Sasca Montana, Editura Academiei Republicii Socialiste România, 1980.
- (RO) Emil Constantinescu, Virgil Ianovici e Victoria Știopol, Proprietățile fizice și chimismul mineralelor, Editura Universității București, 1983.
- (RO) Cristalografie și mineralogie, in Manualul inginerului de mine, Editura Tehnică, 1984.
- (RO) Emil Constantinescu, Lucian Matei, Anghel Cioran e Constantin Crăciun, Metode de analiză fizică a mineralelor si rocilor, Editura Universității București, 1986.
- (RO) Emil Constantinescu e Lucian Matei, Mineralogie determinativă, Editura Universității București, 1996.
- (RO) Emil Constantinescu e Lucian Matei, Minereuri rare, Editura Grand, 1999.
- (EN) Mineralogy in the System of Earth Sciences, Imperial College Press, 2000, ISBN 978-1860942211.
- (RO) Emil Constantinescu e Nicolae Anastasiu (a cura di), Resursele minerale ale României, Editura Academiei Române, 2015.

### Scienze umanistiche
- Tetralogia Timpul dărâmării, timpul zidirii:
  - (RO) Cele două fețe ale zidului, I, Editura Universalia, 2002.
  - (RO) Pietre de încercare, II, Editura Universalia, 2002.
  - (RO) Lumea în care trăim, III, Editura Universalia, 2002.
  - (RO) Cărțile schimbării, IV, Editura Universalia, 2002.
- (RO) Adevărul despre România (1989-2004), Editura Universalia, 2004.
- (RO) Păcatul originar, sacrificiul fondator. Revoluția din '89 așa cum a fost, Editura Minerva, 2009.